# Giro d'Europa 1954
Il Giro d'Europa 1954, prima edizione della corsa, si svolse in tredici tappe, dal 21 settembre al 3 ottobre 1954 su un percorso di 2897 km, con partenza da Parigi e arrivo a Strasburgo. La vittoria fu appannaggio dell'italiano Primo Volpi, che completò il percorso in 83h31'59", alla media di 34,681 km/h precedendo il belga Hilaire Couvreur e il connazionale Luciano Pezzi.
Sul traguardo di Strasburgo 30 ciclisti, su 70 partiti da Parigi, portarono a termine la competizione.

## Storia
La corsa si snodò fra vari paesi dell'Europa centrale-occidentale, quali Francia, Belgio, Paesi Bassi, Lussemburgo, Germania Ovest, Austria, Italia, Svizzera e nuovamente Francia. La manifestazione si svolse ininterrottamente, senza alcun giorno di riposo.
La nazione che vinse più tappe fu la Francia (4 + cronosquadre), seguita dall'Italia (4), Belgio (2), Gran Bretagna e Svizzera (1).

## Le tappe
| Tappa  | Data         | Percorso                               | km   | Vincitore di tappa  | Leader cl. generale |
| ------ | ------------ | -------------------------------------- | ---- | ------------------- | ------------------- |
| 1ª     | 21 settembre | Parigi > Gand                          | 287  | Pierre Michel       | Pierre Michel       |
| 2ª     | 22 settembre | Gand > Namur                           | 251  | Maurice Diot        | Luciano Pezzi       |
| 3ª     | 23 settembre | Namur > Lussemburgo                    | 169  | Edgard Sorgeloos    | Hilaire Couvreur    |
| 4ª     | 24 settembre | Remich > Saarbrücken (cron. a squadre) | 69   | Peugeot             | Hilaire Couvreur    |
| 5ª     | 25 settembre | Saarbrücken > Scheveningen             | 263  | Henri Van Kerckhove | Hilaire Couvreur    |
| 6ª     | 26 settembre | Scheveningen > Augusta                 | 239  | Brian Robinson      | Hilaire Couvreur    |
| 7ª     | 27 settembre | Augusta > Innsbruck                    | 207  | Maurice Diot        | Hilaire Couvreur    |
| 8ª     | 28 settembre | Innsbruck > Mantova                    | 304  | Jean Bois           | Hilaire Couvreur    |
| 9ª     | 29 settembre | Mantova > Bologna                      | 196  | Luciano Frosini     | Hilaire Couvreur    |
| 10ª    | 30 settembre | Bologna > Como                         | 261  | Max Schellenberg    | Hilaire Couvreur    |
| 11ª    | 1º ottobre   | Como > Lugano (cron. individuale)      | 62   | Primo Volpi         | Primo Volpi         |
| 12ª    | 2 ottobre    | Lugano > Montreux                      | 245  | Pino Cerami         | Primo Volpi         |
| 13ª    | 3 ottobre    | Montreux > Strasburgo                  | 344  | Pino Cerami         | Primo Volpi         |
| Totale | Totale       | Totale                                 | 2897 |                     |                     |

## Dettagli delle tappe

### 1ª tappa
- 21 settembre: Parigi > Gand – 287 km

Risultati
| Pos. | Corridore        | Squadra  | Tempo    |
| ---- | ---------------- | -------- | -------- |
| 1    | Pierre Michel    | La Perle | 7h45'29" |
| 2    | Henri Jochums    | -        | s.t.     |
| 3    | H. Van Kerckhove | Alpa     | s.t.     |

### 2ª tappa
- 22 settembre: Gand > Namur – 251 km

Risultati
| Pos. | Corridore     | Squadra  | Tempo    |
| ---- | ------------- | -------- | -------- |
| 1    | Maurice Diot  | La Perle | 6h52'05" |
| 2    | Luciano Pezzi | Arbos    | s.t.     |
| 3    | Jean Bois     | -        | s.t.     |

### 3ª tappa
- 23 settembre: Namur > Lussemburgo – 169 km

Risultati
| Pos. | Corridore        | Squadra | Tempo    |
| ---- | ---------------- | ------- | -------- |
| 1    | Edgard Sorgeloos | Peugeot | 4h41'22" |
| 2    | Francis Mel      | Dilecta | s.t.     |
| 3    | Raymond Reisser  | -       | s.t.     |

### 4ª tappa
- 24 settembre: Remich > Saarbrücken - Cronometro a squadre – 69 km

Risultati
| Pos. | Squadra        | Tempo |
| ---- | -------------- | ----- |
| 1    | Peugeot-Dunlop | ?     |

### 5ª tappa
- 25 settembre: Saarbrücken > Scheveningen – 263 km

Risultati
| Pos. | Corridore        | Squadra   | Tempo    |
| ---- | ---------------- | --------- | -------- |
| 1    | H. Van Kerckhove | Alpa      | 7h43'17" |
| 2    | Armando Para     | -         | s.t.     |
| 3    | Ugo Mazzocco     | Doniselli | a 6"     |

### 6ª tappa
- 26 settembre: Scheveningen > Augusta – 239 km

Risultati
| Pos. | Corridore      | Squadra  | Tempo    |
| ---- | -------------- | -------- | -------- |
| 1    | Brian Robinson | -        | 5h58'00" |
| 2    | Jean Lerda     | La Perle | a 1'08"  |
| 3    | Martin Metzger | Guerra   | a 5'38"  |

### 7ª tappa
- 27 settembre: Augusta > Innsbruck – 207 km

Risultati
| Pos. | Corridore       | Squadra      | Tempo    |
| ---- | --------------- | ------------ | -------- |
| 1    | Maurice Diot    | La Perle     | 6h22'40" |
| 2    | Yvon Marrec     | Royal Codrix | s.t.     |
| 3    | Luciano Frosini | Arbos        | s.t.     |

### 8ª tappa
- 28 settembre: Innsbruck > Mantova [11] – 304 km

Risultati
| Pos. | Corridore        | Squadra  | Tempo    |
| ---- | ---------------- | -------- | -------- |
| 1    | Jean Bois        | -        | 8h50'49" |
| 2    | Luciano Frosini  | Arbos    | s.t.     |
| 3    | Francis Siguenza | La Perle | s.t.     |

### 9ª tappa
- 29 settembre: Mantova > Bologna – 196 km

Risultati
| Pos. | Corridore        | Squadra  | Tempo    |
| ---- | ---------------- | -------- | -------- |
| 1    | Luciano Frosini  | Arbos    | 5h10'58" |
| 2    | Pierre Michel    | La Perle | s.t.     |
| 3    | Max Schellenberg | Cilo     | s.t.     |

### 10ª tappa
- 30 settembre: Bologna > Como – 261 km

Risultati
| Pos. | Corridore        | Squadra | Tempo    |
| ---- | ---------------- | ------- | -------- |
| 1    | Max Schellenberg | Cilo    | 7h31'15" |
| 2    | Rolando Verdini  | -       | s.t.     |
| 3    | Henri Jochums    | -       | a 4'22"  |

### 11ª tappa
- 1º ottobre: Como > Lugano - Cronometro individuale – 62 km

Risultati
| Pos. | Corridore        | Squadra | Tempo    |
| ---- | ---------------- | ------- | -------- |
| 1    | Primo Volpi      | Arbos   | 1h33'32" |
| 2    | Hilaire Couvreur | Terrot  | a 11"    |
| 3    | Luciano Pezzi    | Arbos   | a 1'20"  |

### 12ª tappa
- 2 ottobre: Lugano > Montreux – 245 km

Risultati
| Pos. | Corridore        | Squadra | Tempo    |
| ---- | ---------------- | ------- | -------- |
| 1    | Pino Cerami      | Peugeot | 7h35'46" |
| 2    | Max Schellenberg | Cilo    | s.t.     |
| 3    | Mauro Gianneschi | Arbos   | s.t.     |

### 13ª tappa
- 3 ottobre: Montreux > Strasburgo – 344 km

Risultati
| Pos. | Corridore        | Squadra  | Tempo     |
| ---- | ---------------- | -------- | --------- |
| 1    | Pino Cerami      | Peugeot  | 10h33'32" |
| 2    | Francis Siguenza | La Perle | a 1'54"   |
| 3    | Alex Close       | Peugeot  | s.t.      |

## Classifiche finali

### Classifica generale
| Pos. | Corridore         | Squadra             | Tempo     |
| ---- | ----------------- | ------------------- | --------- |
| 1    | Primo Volpi       | Arbos               | 83h31'59" |
| 2    | Hilaire Couvreur  | Terrot-Hutchinson   | a 2'17"   |
| 3    | Luciano Pezzi     | Arbos               | a 4'42"   |
| 4    | Marcel Huber      | Tigra               | a 11'20"  |
| 5    | Alfred Krebs      | -                   | a 17'06"  |
| 6    | Francis Mel       | Dilecta             | a 18'32"  |
| 7    | Mauro Gianneschi  | Arbos               | a 20'21"  |
| 8    | Maurice Diot      | La Perle-Hutchinson | a 23'26"  |
| 9    | Edgard Sorgeloos  | Peugeot             | a 23'32"  |
| 10   | Karel Van Dormael | -                   | a 27'18"  |